# Estácio

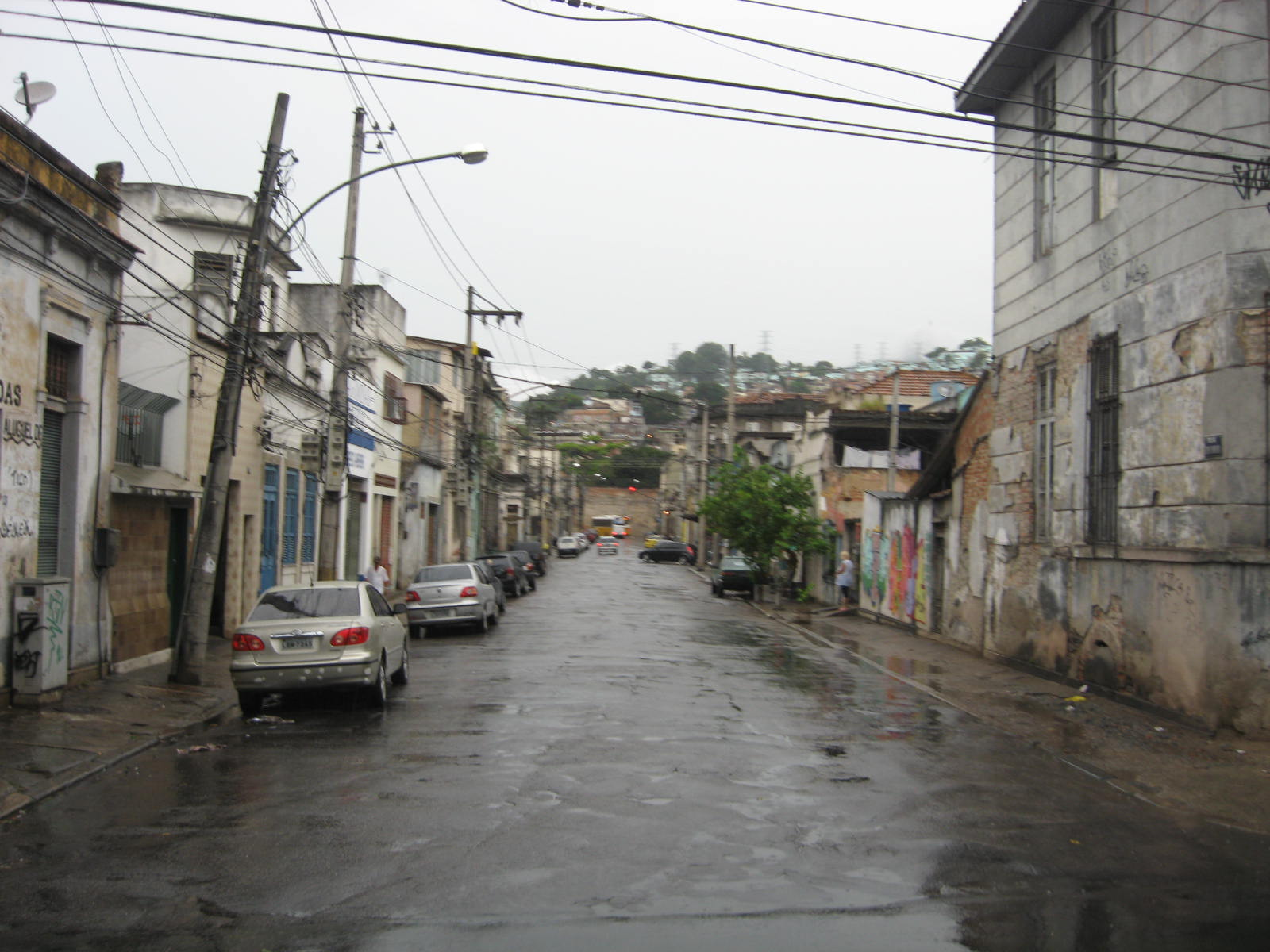

Estácio és un barri de la Zona Central de Rio de Janeiro, al Brasil. El seu nom és un homenatge al fundador de la ciutat, Estácio de Sá. Limita amb els barris Cidade Nova, Tijuca, Praça da Bandeira, Rio Comprido i Catumbi. Acull el Primer Batalló i el Museu Històric de la Policia, així com l'Hospital de la Policia Militar.

## Història

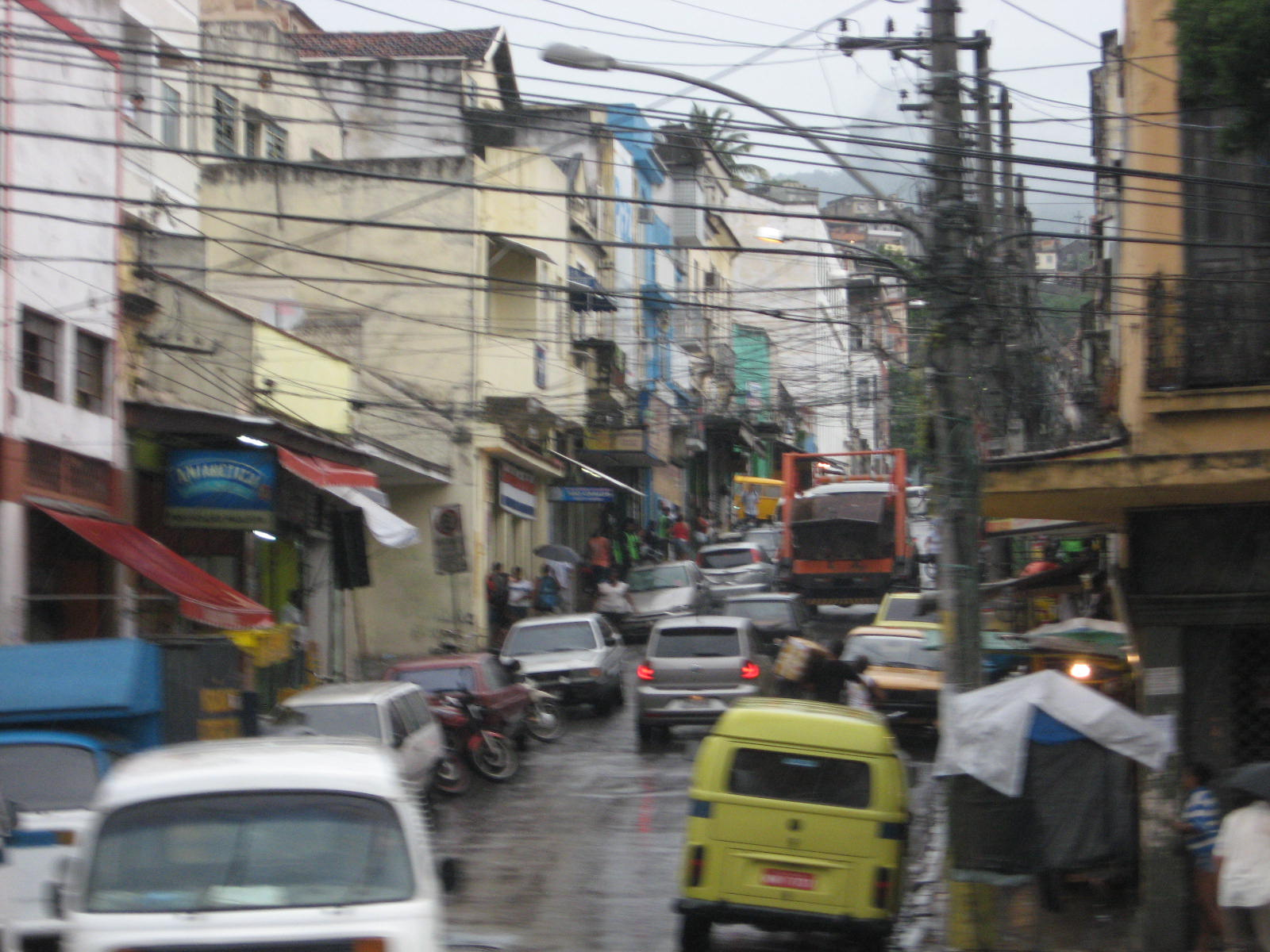
Pujada al Morro de São Carlos

La regió era coneguda com a Mata Cerdos per existir en les rodalies un bosc poblat per porcs que es van escapar d'un escorxador local. Estácio va ser inicialment un barri obrer. Es va desenvolupar durant el govern de Pereira Passos en els terrenys propers a l'Avinguda Salvador de Sá. Juntament amb Cidade Nova, va albergar fins al final del segle xx la zona vermella de la ciutat. De fet, fins a la delimitació oficial dels barris el 1985 sempre va haver-hi confusió entre els límits de Estácio i Cidade Nova. D'aquest període és també l'hospital matern infantil San Francisco d'Assís, al costat de l'estació Plaza Onze del Metro.
Actualment, per estar ben integrat a la regió de la Tijuca, el barri és objecte d'especulació immobiliària. A més d'estar prop del Centre i de comptar amb diversos serveis de transports (com la parada Estácio del Metro o diversos dels principals eixos vials), es va beneficiar amb la pacificació del Complex de San Carlos, el principal grup de faveles de la zona.

### Samba
Estácio està associat amb els orígens de la samba. Apareix en els versos de Noel Rosa i d'altres compositors de música popular brasilera. És conegut com el "Bressol del Samba" per haver vist néixer la Primera Escola de Samba, el 1928, la Deixa Falar, fundada per Ismael Silva. Acull l'Escola de Samba Estácio de Sá, campiona del carnestoltes carioca en deu ocasions entre 1965 i 2015.
La tradicional església del Diví Esperit Sant es remunta al segle xviii. Acull al seu torn la seu de la Primera Església Baptista de Rio de Janeiro.